# 無線電信法
無線電信法（むせんでんしんほう、大正4年6月21日法律第26号）は、無線通信の利用に関する法律である。
無線に関する日本で最初の法律「電信法」から独立する形で成立した。

## 構成
無線電信法に章立てはないが、無線電信法通義では以下のように分類されている。
- 無線電信の政府専掌と私設（第1条～第2条）
- 私設無線電信の施設運用に関する制限（第3条）
- 私設無線電信の使用に関する制限（第4条、第7条～第9条）
- 外国船舶無線電信の使用制限（第5条、[第8条]）
- 私設無線電信の公衆通信軍事通信供用（第6条）
- 私設無線電信の機器工作撤去（第10条）
- 無線電信と遭難通信の義務（第11条～第12条）
- 無線電信不法施設の臨検（第13条）
- 公衆無線電信施設に伴ふ船舶負担（第14条）
- 公衆無線寺信に依る無料通信（第15条）
- 罰則（第16条～第27条）
- 電信法の準用規定（第28条）

## 概要
無線電信の政府専掌主義を掲げてきた日本だったが、1914年（大正3年）にロンドンで締結された海上における人命の安全のための国際条約への対応で、政府は一転して私設無線を認めることとした。
そして電信法から独立させた無線電信法では、第一条で「無線電信及無線電話ハ政府之ヲ管掌ス」と国家専掌主義を掲げつつも、第二条で制限付けて私設無線を認めた。無線電信法では免許人を法人に限定することはなく、個人でも許可された。しかし法人・個人を問わず、許可を受けずに無線施設を開設した場合の罰則規定は電信法よりも強化された。
なお海軍無線施設、陸軍無線施設、それ以外の無線施設ではそれぞれ海軍大臣、陸軍大臣、逓信大臣が主務大臣である。そのため管轄下の無線施設を許可する場合であっても、事前にこの三省間で合意する必要があった。

## 沿革
1915年（大正4年）5月29日、第36回帝国議会に無線電信法案が上程され、同年6月9日に貴衆両院で可決、6月21日に法律第26号として公布された（同年11月1日施行）。また無線電信法ヲ朝鮮、台湾及樺太ニ施行スルノ件(大正4年10月26日勅令第186号)により、朝鮮、台湾及び樺太についても施行された。

### 制定の背景
1900年（明治33年）10月10日、電信法の準用によって無線を政府の専掌とし、企業や個人による無線施設を一切禁じた。そのため1908年（明治41年）に逓信省が無線による公衆通信サービス（無線電報）を創業する際には民間海運会社である東洋汽船と日本郵船の船に逓信省が官設無線電信局を開設し、逓信官吏の無線通信士を配置した。
1912年（明治45年）のタイタニック号沈没事故を契機とし、1914年（大正3年）にドイツ皇帝ヴィルヘルム二世の提唱で、海上における人命の安全のための国際会議が開催され、「海上における人命の安全のための国際条約」が採択された。この条約により乗員乗客50名以上の外国航路を運航する全ての船に無線を施設することが義務化されたが、それに要する建設費を逓信省が全て負担するのは困難だった。
1915年（大正4年）、「政府は無線を管掌する」という大原則は保ったまま、例外として私設を認めることに決した。民間海運会社の費用で無線電信局を建設させ、無線通信士を雇用させるためである。さらに私設局で従事する無線通信士の養成は民営の教育機関に委ねることとした。

### 私設無線の種類とその操作資格
私設を認める無線電信法のもとに必要な詳細規則を定め、同時に施行された。
- 私設無線電信規則（大正4年逓信省令第46号、1915年10月26日公布、同11月1日施行）
- 私設無線電信通信従事者資格検定規則（大正4年逓信省令第48号、1915年10月26日公布、同11月1日施行）
- 私設電信私設無線電信公衆通信取扱規則（大正4年逓信省令第53号、1915年10月26日公布、同11月1日施行）

無線電信法第二條により第一号から第六号の私設無線を定義し、その操作資格を私設無線電信通信従事者資格検定規則に定めた。私設無線電信通信従事者の制度化である。
私設無線局に基幹局とはない。
| 局種   | 定義 | 操作資格 | 操作資格 | 操作資格 |
| 局種   | 定義 | 第一級   | 第二級   | 第三級   |
| ------ | --- | -------- | -------- | -------- |
| 第一号 | 航行の安全に備える目的を以って船舶に施設するもの | ○        | ○        | 補助     |
| 第二号 | 同一人の特定事業に用いる船舶相互間に於てその事業の用に供する目的をもって船舶に施設するもの                                                                                           | ○        | ○        | 補助     |
| 第三号 | 電報送受の為電信官署との間に施設者の専用に供する目的を以って電信、電話、無線電信又は無線電話による公衆通信の連絡なき陸地又は船舶に施設するもの                                       | ○        | 補助     | 補助     |
| 第四号 | 電信、電話、無線電信または無線電話による公衆通信の連絡なく前号の規定によるを不適当とする陸地相互間又は陸地船舶間に於て同一人の特定事業に用いる目的を以って陸地又は船舶に施設するもの | ○        | ○        | 補助     |
| 第五号 | 無線電信又は無線電話に関する実験に専用する目的を以って施設するもの | ○        | ○        | ○        |
| 第六号 | 前各号のほか主務大臣において特に施設の必要ありと認めたるもの | ○        | ○        | 補助     |

なお私設無線の免許人を「法人に限定する」ような想定は無線電信法には全く見受けられない。同法施行直後の頃より、逓信省は個人の申請者にも許可を出している。
法第2条第1号施設
航行安全のための「船舶無線施設」
法第2条第2号施設（社内連絡回線）
たとえば同一会社に所属する捕鯨船団やトロール船団が、その操業海域において自社の業務連絡を目的とする「船舶無線施設」。もし船団中の母船が最寄りの海岸局と公衆通信（電報）を交わすことを望むなら、その母船については次に述べる第３号の許可も同時に受けなければならない。
法第2条第3号施設（公衆通信回線）
公衆通信の取扱い操作には私設無線電信通信従事者の第1級資格が要求されている。その施設は大きく三つに分けことができる。
- 最寄りの海岸局、または公衆通信（電報）を扱うことが認められた船舶局との間に公衆通信（電報）を交わすことを目的とする「船舶無線施設」。
- 最寄りの海岸局、または公衆通信（電報）を扱うことを認められた船舶局との間に公衆通信（電報）を交わすことを目的とする、海底ケーブルが敷設されていない離島の「陸上無線施設」。
- 電信または電話サービスが行われていない地域（電報の直配達区外または電話の加入区外を指す。以下「直配達区外または加入区外」と称す）内にあって、最寄りの海岸局と公衆通信（電報）を交わすことを目的とする「陸上無線施設」（陸－陸通信）。これは「直配達区外または加入区外」でなければ私設は認められない。

法第2条第4号施設（社内連絡回線）
- 海底ケーブルが敷設されていない離島の「陸上無線施設」同士で社内連絡回線を形成するものも第４号施設となる。
- 「直配達区外または加入区外」の「陸上無線施設」で、同一会社に所属する船舶施設との社内連絡を目的とするもの。

法第2条第5号施設
学術研究または機器に関する実験を目的とする無線施設。
法第2条第6号施設
無線技術の進歩により、第1-5号では適合できない新たな無線施設への対応。無線電信法の成案時には、近い将来に航空機への無線搭載が想定されていたため、それに備えたものである。しかしその後、航空無線には用いられることなく、銚子海岸局JCSや海軍船橋送信所JJCが定時送信する報時電波（タイムシグナル）の受信施設などをこの第6号で許可していた。
のちの1925年（大正14年）にはじまった東京放送局JOAK、大阪放送局JOBK、名古屋放送局JOCKのラジオ放送の送信免許に第6号が適用されたたけでなく、ラジオ放送を聴くためのラジオ受信機の使用許可にもこの第6号が用いられている。すなわち放送側もリスナー側も同じ根拠による無線局免許であった。なお、ラジオ放送開始に際して「放送無線電話ノ放送取締事項ニ関スル件」など、現代の放送基準に該当する規則（放送禁止事項）が定められたが、これは事前検閲であった。

### 無線実験のための私設（企業・個人）
中でも特筆すべきは無線電信法第二条第五号により、無線機器メーカーや学校に開設する実験施設や、個人が開設する実験施設（いわゆるアマチュア局）を認めたことである。そもそも無線電信法の制定は民間無線による公衆通信を認めるところから始まったが、逓信省は社内の連絡目的の無線や、さらに踏み込み民間の電波実験をも制度化した。
法二条第五号（電波実験）施設の操作には私設無線電信通信従事者資格検定規則の第一条により、少なくとも第三級の資格が求められた。
| 私設無線電信通信従事者の資格は左の区分に依り十七歳以上の者に就き之を検定す |
| 第一級 無線電信法第二條に依り施設したる私設無線電信の通信に従事し得る者 第二級 無線電信法第二條に依り施設したる私設無線電信（第三号に依り施設したるものを除く）の通信および同條第三号に依り施設したる私設無線電信の通信の補助に従事し得る者 第三級 無線電信法第二條第五号に依り施設したる私設無線電信の通信および同條各号に依り施設したる私設無線電信の通信の補助に従事し得る者 |

しかしながらモールス技能を身に付けていない技術者でも無線実験ができるように、法二条第五号無線については私設無線電信規則の第15条に資格の免除規定が設けられている。
| 私設無線電信の通信従事者は私設無線電信通信従事者資格検定規則に依り相当資格を有するものなることを要す 但し無線電信法第二条第五号に依り施設したる私設無線電信の通信従事者にして特に逓信大臣の認可を得たる場合は此の限に在らず |

1926年（大正15年）にはこの免除権限が逓信大臣から所轄地方逓信局長へ委譲された。戦前のいわゆるアマチュア局の運用には、地方逓信局においてこの免除規定の適用を受けるための技能試験を受け、認められれば第三級の通信士の資格は必要なかった。

### 変遷
やがて航空機での無線利用がきわめて有効であることが認識され、1921年（大正10年）の改正で無線電信法の適用範囲を航空機にまで拡張された。また1927年のワシントン第三回国際無線電信会議の結果を受けて、1929年（昭和4年）にも以下の改正があった。
1. 私設無線であってもその通信の秘密は、電信・電話官署のものと同様に保護することにした。
2. 公安を妨害し風俗を壊乱する無線通信の取締りを強化した。
3. 無線への混信妨害をひき起こす電気施設に対し必要な処理を行えるようにした。
4. 船舶および航空機の航行安全の通信を無料とした。

1931年（昭和6年）には、無線通信士検定規則を定め無線通信士が制度化され、従前の私設無線電信通信従事者は無線通信士とみなされた。
1940年（昭和15年）には、電気通信技術者検定規則が制定され、電気通信技術者が制度化された。 
電気通信技術者の一部は無線技術士（現陸上無線技術士）の前身である。
上記の資格はすべて私設局を操作する為のものであり、地方逓信局の管下に置かれた官設海岸局での操作は、専門教育を受けた逓信官吏の無線通信士により行われた。

### "Control of Radio Communication"下の無線電信法
1945年（昭和20年）9月2日、東京湾上のミズーリ号で日本帝国政府は連合国軍の最高司令官SCAP（Supreme Commander for the Allied Powers）の指示に従うとの降伏文書に調印した。同日の対日指令SCAPIN 第1号の第6項(ロ)で全ての無線局を現状固定で保持することが、また9月3日付け対日指令SCAPIN 第2号第2部の第15項（ロ）では無線局の現状固定と現在人員で運用を継続するよう指示され、日本帝国政府（逓信院）はこれに従った。
同年10月2日に連合国軍最高司令官総司令部GHQ/SCAPが東京日比谷に置かれ、その下部組織である民間通信局CCS（Civil Communications Section）が日本人の無線を、また米軍の第八軍司令部HEA（Headquarters Eighth Army）が進駐軍関係の無線局の許認可権を握ることになり、翌月に正式発令された。
1945年11月20日、対日指令SCAPIN 第321号 "Control of Radio Communication" により、民間通信局CCSが日本人無線局の新設・変更に関するすべての権限を持つとされた。ただし表向きには逓信院に窓口業務を行わせる、間接統治の形だっため、申請者からは直接的には民間通信局CCSの存在が見えないのである。
これ以降 "Control of Radio Communication" が無線電信法を超越するものとなった。民間通信局CCSは現状固定されている日本人の全無線局（含む放送局）リストを逓信院に提出させて、戦後の新しい日本人無線局（含む放送局）の周波数分配の策定作業に入った。また1946年（昭和21年）7月1日には逓信院が廃止となり、逓信省が復活設置され、民間通信局CCSの窓口役は逓信省が担うことになった。
1946年（昭和21年）8月29日の対日指令SCAPIN 第1166号 "Control of Radio Communication" により日本人の無線局・放送局の周波数を再編したうえで、全局をSCAP（マッカーサー最高司令官）によって一斉再免許した。SCAPIN 第1166号にはSCAP承認番号を割り付けた日本人無線局の周波数原簿が添付されたが、これは「マスターリスト」と呼ばれる。
1946年9月1日をもって日本のすべての無線局・放送局が、逓信大臣による免許から、SCAP（マッカーサー最高司令官）により承認を受けたものに切替わった。以後、無線電信法は形骸化したものとなり、民間通信局CCSが日本人の無線局に対する電波行政を完全に取り仕切った。
一方、連合国軍関係の無線局は米軍の第八軍司令部HEAによる直接統治となり、中国・四国地方への進駐を担当したイギリス連邦占領軍BCOF（イギリス、オーストラリア、ニュージーランド、インド）の軍用無線局やラジオ放送局に対してもこの米軍の第八軍司令部HEAが周波数や出力などを監理した。これら連合国軍に所属する軍人、および進駐軍放送やGHQ/SCAPで働く（連合国籍の）民間技術者や専門家で、母国においてアマチュア資格を有する者は、第八軍司令部HEAに申請し、アマチュア局の許可を得ることができた。なおこれら連合国に関連する無線局にはGHQ/SCAPの民間通信局CCSの権限は一切及ばない。
1949年（昭和24年）10月31日、対日指令SCAPIN 第1744号/改訂19 "Control of Radio Communication" で下表12の周波数帯の電波行政権が日本国に返還され、これらの周波数内においては再び無線電信法により運用された。しかし中波ラジオ放送の周波数は含まれておらず、放送局の新設や周波数変更はこれまで通り民間通信局CCSの承認により実施されたのである。また国際的にアマチュア業務に分配された周波数帯も含まれておらず、日本人によるアマチュア無線の再開には民間通信局CCSの承認を必要とした。
| 日本国に電波行政権が返還された周波数 | 日本国に電波行政権が返還された周波数 | 日本国に電波行政権が返還された周波数 | 日本国に電波行政権が返還された周波数 | 日本国に電波行政権が返還された周波数 | 日本国に電波行政権が返還された周波数 |
| ------------------------------------ | ------------------------------------ | ------------------------------------ | ------------------------------------ | ------------------------------------ | ------------------------------------ |
| 54-68MHz                             | 100-108MHz                           | 148-157MHz                           | 188-200MHz                           | 400-420MHz                           | 460-470MHz                           |
| 470-585MHz                           | 610-960MHz                           | 1350-1600MHz                         | 1850-2300MHz                         | 2450-2700MHz                         | 3900-4200MHz                         |

### 廃止へ
1946年（昭和21年）GHQ/SCAPの民間通信局CCSは、新しく公布される日本国憲法に沿った民主的な法律に改正するよう要求した。
逓信省は、当初は本法を改正しようとしたがむしろ新しい法律を制定することにした。
翌1947年（昭和22年）には、民間通信局CCSは連邦通信委員会(FCC)にならった委員会行政を取り入れよともした。
以後電波法、放送法、電波監理委員会設置法と後に電波三法と呼ばれる形で法律案が作成された。
紆余曲折を経て、電波三法が施行されたのは1950年（昭和25年）6月1日で、電波法附則第2項により本法は廃止された。
日本国との平和条約が発効した1952年（昭和27年）4月28日までは前述の12周波数帯の無線局を除き、"Control of Radio Communication" （SCAPIN第1744号/改訂##）が電波法を超越し続けた。

### 沖縄・奄美・トカラ列島における施行
沖縄、奄美群島及びトカラ列島においては、1945年4月1日（沖縄戦における米軍の本島上陸の日）以降、ニミッツ布告第4項により現行法規の施行が持続されており、日本の電波法施行後もトカラ列島・奄美群島においてはそれぞれ本土復帰後の日本法令の適用（トカラ列島は1952年（昭和27年）2月11日、奄美群島は1953年（昭和28年）12月25日）まで、沖縄においては沖縄の電波法（1955年立法第80号）附則第2項により無線電信法が廃止されるまで（公衆通信に関する規定については、同第3項に基づき、沖縄の公衆電気通信法（1959年立法第23号）が施行されるまで）、なお無線電信法が施行されていた。

## 参考項目
- 電波法
- 電波三法